# Fritz Maskos
Fritz Maskos (* 8. Juli 1896 in Dresden; † 6. April 1967 in  Altschweier) war ein deutscher Bildhauer und ist auf Grund seiner Verstrickung in den Nationalsozialismus umstritten. Nach 1945 wurde sein Werk nur gelegentlich öffentlich gezeigt.

## Leben
Gesicherte Lebensdaten über die Künstler liegen nicht vor. Maskos soll Soldat im Ersten Weltkrieg gewesen sein. Nach Kriegsende studierte er an der Kunstakademie Dresden von 1918 bis 1920 bei Georg Wrba und von 1921 bis 1922 bei Otto Hettner. Er habe an Ausstellungen in Dresden teilgenommen und große Beachtung gefunden. Es soll viele Abbildungen in Dresdner Ausstellungskatalogen der 1920er Jahre gegeben haben, ohne dass sich jedoch dafür im Bestand der Deutschen Nationalbibliothek ein Hinweis finden lässt.
Nach unbestätigten Informationen lebte er nach 1945 in Ost-Berlin. Er sei durch die sowjetische Besatzungsmacht wegen seiner Verstrickung mit dem NS-Regime mit einem Berufsverbot belegt worden und daher nach Westdeutschland geflüchtet. Ab 1952 soll Maskos dem Flüchtlingslager Altschweier (bei Bühl/Baden) zugewiesen worden sein und im gleichen Ort anschließend seinen Wohnsitz genommen haben.

## Werk
Als wichtige Werke des Künstlers werden zum Beispiel der Kopf der russischen Tänzerin Eugenie Tolmbojewa (Tairoff Theater, Moskau), die Bildnismaske des Dichters Alfred Günther oder ein großer Mädchenakt (Internationale Kunstausstellung, 1926) erwähnt. Motivisch scheint Maskos ausschließlich auf Figur und Porträt konzentriert gewesen zu sein. Nach Werkfotos jener Jahre zu schließen, ließen sich Einflüsse sowohl der Antike (polychrome Plastik), Rodins, des Jugendstils und des Expressionismus wie auch der neusachlichen Kunst feststellen. 1924 kauft die Städtische Galerie Dresden seine Kunststein-Skulptur Sonambule. Der Kunstsammlung der Marburger Universität schenkte Maskos 1927 das Porträt des Dichters A. Günther,
Nach der „Machtergreifung“ ist 1934 Maskos im „NS-Frauenbuch, herausgegeben im Auftrage der Obersten Leitung der P.O., NS-Frauenschaft“ prominent im Fronzispiz mit einer Bronzeskulptur Der Führer vertreten. Im Sächsischen Hauptstaatsarchiv in Dresden wurde im gleichen Jahr in der Eingangshalle eine von Fritz Maskos geschaffene Büste Adolf Hitlers aufgestellt.
Einige seiner Werke galten den Nazis jedoch, wohl wegen ihres expressiven Stils, als „entartet“, und 1937 wurde in der Nazi-Aktion „Entartete Kunst“ sechs seiner Skulpturen aus der Skulpturensammlung und dem Stadtmuseum Dresden beschlagnahmt. Bis auf die Skulptur Somnambule wurden sie danach zerstört. Diese Skulptur wurde auf der Wanderausstellung „Entartete Kunst“ von 1938 bis 1941 an zwölf Orten präsentiert. Bei Grabungen wurde sie zufällig 2010 in Berlin mit weiteren Überresten des Nazi-Depots Königstraße 5 neben dem Roten Rathaus aufgefunden und dem Neuen Museum Berlin übergeben.
2012 tauchte beim Schwabinger Kunstfund eine Radierung Sinnende Frau (1922) auf.
Skulpturen des Künstlers befinden sich in den Städtischen Sammlungen von Freital und Dresden. 2006 war eine Skulptur des Künstlers in der Städtischen Kunstsammlung Dresden und 2008 in der Bogengalerie des Dresdner Zwingers ausgestellt. Gelegentlich finden sich Werke des Künstlers auf Kunstauktionen.

## 1937 als „entartet“ beschlagnahmte Skulpturen
- Somnambule[13]
- Unser täglich Brot
- Abendgebet
- Gebet
- Mutter und Kind
- Frauenbüste mit Sowjetstern

## Ausstellungen (Auswahl)
- 1921: Dresden, Sommerausstellung der Künstlervereinigung Dresden
- 1923: Dresden, Sommerausstellung der Künstlervereinigung Dresden
- 1926: Dresden, Internationale Kunstausstellung u. a. mit der Skulptur „Eva“
- 1930: Dresden, Sächsischer Kunstverein
- 1933: Dresden, Die Kunst dem Volke
- 1933: Dresden, Ausstellung Entartete Kunst[14]
- 1934: Dresden, Sächsische Kunstausstellung
- 1935: Dresdner Kunstausstellung
- 1938: Berlin, Ausstellung Entartete Kunst
- 1941: München, Große Deutsche Kunstausstellung im Haus der Deutschen Kunst
- 1943: Große Dresdner Kunstausstellung
- 1980: Dresden, Kunst im Aufbruch. Dresden 1918–1933. Staatliche Kunstsammlungen Dresden. Galerie Neue Meister
- 1989: Dresden, Kunst – Akademie – Dresden. Veranstaltet von der Hochschule für Bildende Künste Dresden in der Galerie Rähnitzgasse